# Za Evrosong 2022
La prima edizione di Za Evrosong si è tenuta il 4 febbraio 2022, in una puntata speciale del programma televisivo Stisni Play, e ha selezionato il rappresentante della Macedonia del Nord all'Eurovision Song Contest 2022 a Torino.
La vincitrice è stata Andrea Koevska con Circles.

## Organizzazione
L'emittente macedone Makedonska Radio Televizija (MRT) ha confermato la partecipazione della Macedonia del Nord all'Eurovision Song Contest 2022 il 20 ottobre 2021. Nel dicembre successivo la rete ha annunciato l'organizzazione, per la prima volta dal 2015, di un processo di selezione pubblico dell'artista e del brano che avrebbero rappresentato il paese. MRT ha aperto la possibilità agli artisti interessati a inviare le proprie proposte fra l'11 dicembre 2021 e il 16 gennaio 2022, a patto che i cantanti fossero macedoni; nessuna restrizione è stata invece prevista per i compositori.
Lo show si è tenuto in un'unica serata il 4 febbraio 2022. Il voto combinato di una giuria internazionale e pubblico, entrambi con un peso del 50%, ha decretato il risultato. Al pubblico, oltre al voto durante la finale, è stato possibile anche partecipare a una votazione online aperta per una settimana fra il 28 gennaio e il 4 febbraio 2022. Al vincitore è stato inoltre assegnato un premio di €2 000 al fine di affinare la produzione del proprio pezzo eurovisivo.

## Partecipanti
I sei artisti partecipanti e i titoli dei relativi brani sono stati selezionati fra le 47 proposte da una giuria composta da Jana Burčeska, Meri Popova, Zoran Mircevski, Biljana Nikolovska, Aleksandra Jovanovska, Maja Trpčanovska e Ardita Imeri e sono stati annunciati il 21 gennaio 2022. I brani sono stati presentati il successivo 28 gennaio durante il programma televisivo Stisni Play.
| Artista             | Brano            | Lingua  | Musica (m) e testo (t)                                 |
| ------------------- | ---------------- | ------- | ------------------------------------------------------ |
| Andrea Koevska      | Circles          | Inglese | Aleksandar Masevski (m & t) e Andrea Koevska (t)       |
| Kaly                | Love and Light   | Inglese | Davor Jordanovski (m) e Vesna Malinova (t)             |
| Lara Ivanova        | Flower of Sorrow | Inglese | Robert Bilbilov (m) e Robin Zimbakov (t)               |
| Ris Flower          | Flying to Berlin | Inglese | Boris Cvetanovski (m & t)                              |
| Viktor Apostolovski | Superman         | Inglese | Vladimir Dojčinovski (m & t) e Viktor Apostolovski (t) |
| Yon Idy             | Dreams           | Inglese | Jon Ajdini (m & t)                                     |

## Finale
La finale si è terrà il 4 febbraio 2022 presso lo Studio 2 di MRT a Skopje, durante una puntata speciale del Stisni Play.
| # | Artista             | Titolo           | Punteggio | Punteggio | Punteggio | Punteggio | Posizione |
| # | Artista             | Titolo           | Giuria    | Televoto  | Televoto  | Totale    | Posizione |
| - | ------------------- | ---------------- | --------- | --------- | --------- | --------- | --------- |
| 1 | Kaly                | Love and Light   | 6         | 7 539     | 10        | 16        | 3         |
| 2 | Yon Idy             | Dreams           | 7         | 3 743     | 7         | 14        | 5         |
| 3 | Lara Ivanova        | Flower of Sorrow | 10        | 1 186     | 5         | 15        | 4         |
| 4 | Viktor Apostolovski | Superman         | 8         | 12 621    | 12        | 20        | 2         |
| 5 | Andrea Koevska      | Circles          | 12        | 4 300     | 8         | 20        | 1         |
| 6 | Ris Flower          | Flying to Berlin | 5         | 1 367     | 6         | 11        | 6         |